# Radlin II
Radlin II (Radlin Drugi) – dzielnica Wodzisławia Śląskiego.
Dzielnica o charakterze podmiejskim, historyczna część Radlina – Radlin właściwy. Po zmianach administracyjnych pozostała jako część Wodzisławia Śląskiego.
Przez Radlin II przebiega fragment drogi krajowej nr 78 oraz linii kolejowej nr 158 z przystankiem Wodzisław Śląski Radlin. W dzielnicy ma swój początek rzeka Leśnica. W dzielnicy od 1907 roku działa jednostka „OSP Radlin II”, znajdują się tu również dwa kościoły rzymskokatolickie pw. św. Marii Magdaleny (Dolniok) i pw. św. Izydora (Górniok).
W skład dzielnicy wchodzą dawne miejscowości: Radlin Górny, Radlin Dolny i Szarowiec (rejon obecnej ulicy Kokoszyckiej) połączone w XIX wieku w wieś Radlin. Dzielnica liczy około 5500 mieszkańców. Obecne miasto Radlin nosi nazwę „Radlin”, mimo tego że leży na terenie dawnych wsi Biertułtowy, Głożyny i Obszary będących dawniej dzielnicami Radlina (dziś nazywanego Radlinem Drugim).
W latach 1922–1939 i 1945-1954 był siedzibą gminy Radlin.
W Radlinie, w 1903 roku, urodził się Bolesław Kominek, polski duchowny katolicki, kardynał.

## Historia Radlina
Radlin jest miejscowością starą, ale niewiele zachowało się o nim wzmianek w kronikach bądź też w aktach urzędowych. Nazwę swą prawdopodobnie wywodzi od słowa „radło” w znaczeniu pługa, lub jego części, co wskazuje na rolniczy charakter miejscowości. Z okresu najazdów Tatarów w 1241 r. zachowało się podanie, według którego chłopi radlińscy uwolnili oblężonego przez Tatarów w zamku wodzisławskim księcia, za co ten przyjął swych wybawców do stanu szlacheckiego. Pierwsza wzmianka o Radlinie pochodzi z roku 1355 i zamieszczona jest w starym akcie kupna-sprzedaży, zawartym pomiędzy Konradem z Radlina a Janem von Rudosdorf z Rydułtów. Od roku 1602 właścicielem był Jerzy Charwat Plawetzki z Plawecz, zaś Radlin Górny bez Szonowic należał do właściciela Wodzisławia, wchodząc w skład Wodzisławskiego Państwa Stanowego. Do Radlina należały również Obszary wraz z tzw. Pogwizdowem. Pierwsza wzmianka o nich pochodzi z roku 1696. Występują pod nazwą Romanshof, od imienia obszarnika pruskiego Romana, który był właścicielem dość rozległych terenów.
Radlin rozwijał się dość wolno. W 1783 r. Mieszkało w nim 51 siedlaków, 13 zagrodników i liczył tylko 279 mieszkańców. Radlin Dolny długo należał do dóbr rycerskich, a w 1804 r. przeszedł w ręce właścicieli Wodzisławia, gdyż hrabia wodzisławski zakupił cały Radlin Dolny i część Górnego, tzw. Szonowiec.
Dłuższą notkę o tej miejscowości spotykamy w dokumentach pochodzących z końca XIX wieku, dokładniej mówiąc w zapiskach historyka ziemi raciborsko-wodzisławskiej Franciszka Henke, który podaje, że Radlin jest jedną z największych wsi powiatu rybnickiego i składa się z Radlina Górnego i Dolnego oraz z Obszar. Henke podaje, że w Radlinie Górnym było 51 gospodarstw rolnych, zaś w wyniku parcelacji liczba ich wzrosła do 70, ale ich powierzchnia użytkowa poważnie się zmniejszyła. Poza tym było tu 89 chałupników, 2 wodne młyny, 183 domy zamieszkane przez 2190 mieszkańców, w tym 11 ewangelików i 2 żydów. Resztę stanowili katolicy. Same Obszary liczyły 107 mieszkańców, w tym 8 ewangelików.
Główne centrum życia mieściło się w Radlinie Dolnym, tu znajdowała się szkoła podstawowa i kościół – filia parafii Wodzisław. Do roku 1870 nie było na tych terenach obowiązku uczęszczania do szkoły. Zainteresowani mieszkańcy, np. z Obszar, wysyłali swe dzieci do szkoły mieszczącej się w Radlinie Dolnym. W 1904 r. wydzielono z parafii wodzisławskiej parafię w Radlinie. W 1929 r. wybudowano nowy murowany kościół św Marii Magdaleny. 1 września 1932 do Radlina włączono Biertułtowy.
W 1975 r. Radlin włączono do Wodzisławia Śląskiego. W 1997 r. od Wodzisławia odłączyły się Biertułtowy, Głożyny i Obszary i utworzyły miasto Radlin. Historyczny Radlin w wyniku decyzji mieszkańców pozostał jednak dzielnicą Wodzisławia. Dla odróżnienia od miasta Radlin, zaczęto nazywać go Radlinem Drugim.

## Ulice
- Bojowników
- Bolesława Chrobrego
- Dąbrowskiego
- Dębowa
- Gołębia
- Głożyńska
- ks. kard. B. Kominka
- Krupińskiego
- Kokoszycka
- Kosynierów
- Letnia
- Owocowa
- Pogodna
- Popiela
- Radlińska
- Radlińskie Chałupki
- rondo Św. Floriana
- Rybnicka
- Skłodowskiej-Curie
- Ustronna
- Wańkowicza
- Więźniów Politycznych
- Wysoka
- Zbożowa
- Ziemowita
- Ziołowa
- Zuchów
- Żniwna
- Żwirowa

## Osoby
W Radlinie II urodził się Bolesław Kominek – kardynał, metropolita wrocławski.
W Radlinie II urodził się Karol Koczy – polski germanista, literaturoznawca, pedagog.
W Radlinie II mieszka Tomasz Sikora – zdobywca srebrnego medalu podczas zimowych Igrzysk Olimpijskich w Turynie.
W Radlinie II urodził się Artur Nosiadek – podróżnik, autor filmów i zdjęć o ludziach, przyrodzie i architekturze krajów całego świata.
Z Radlina II pochodzi Ewa Mrukwa-Kominek – okulista, profesor medycyny.

## Galeria

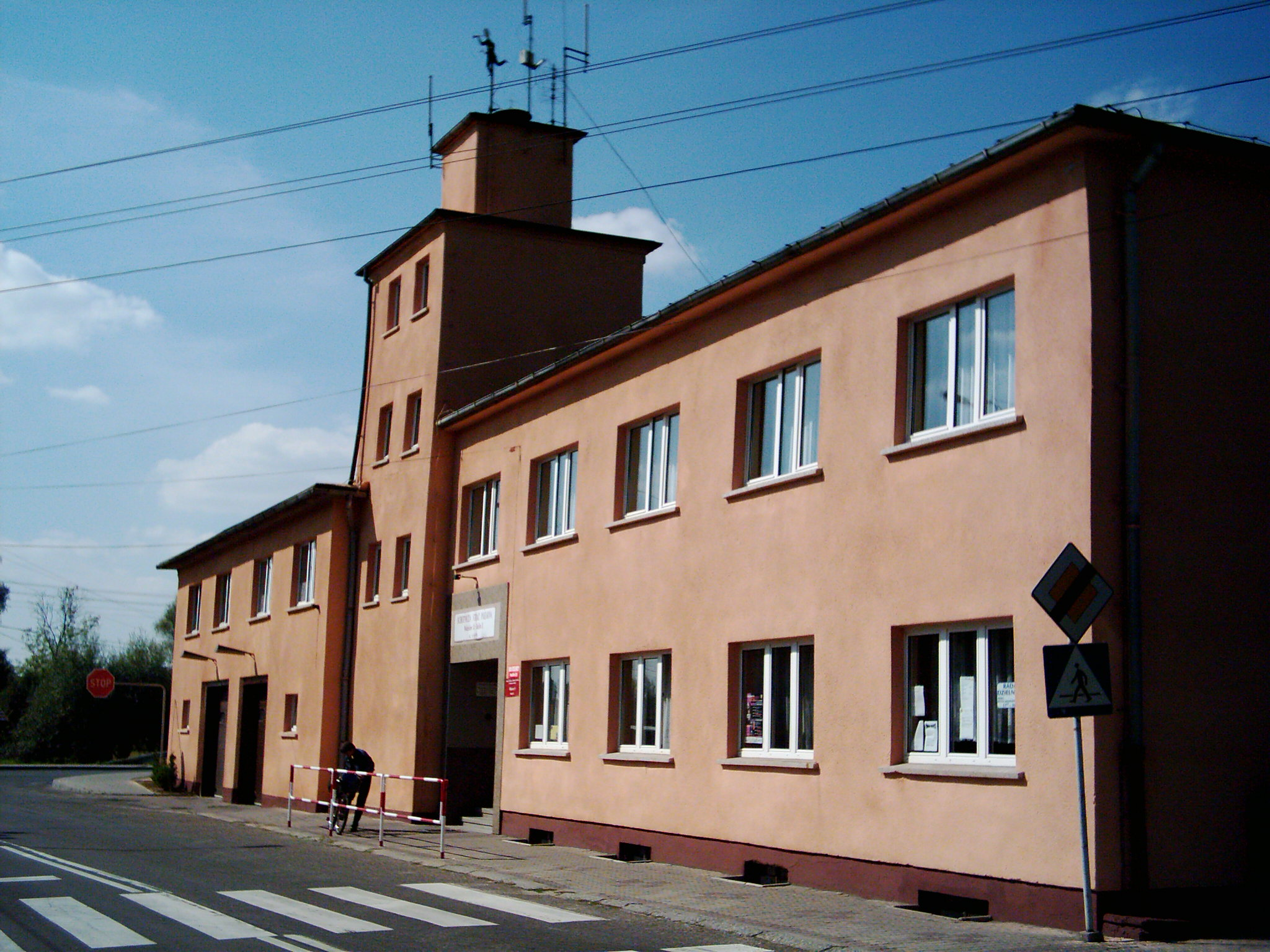
Budynek Remizy Strażackiej w Radlinie II
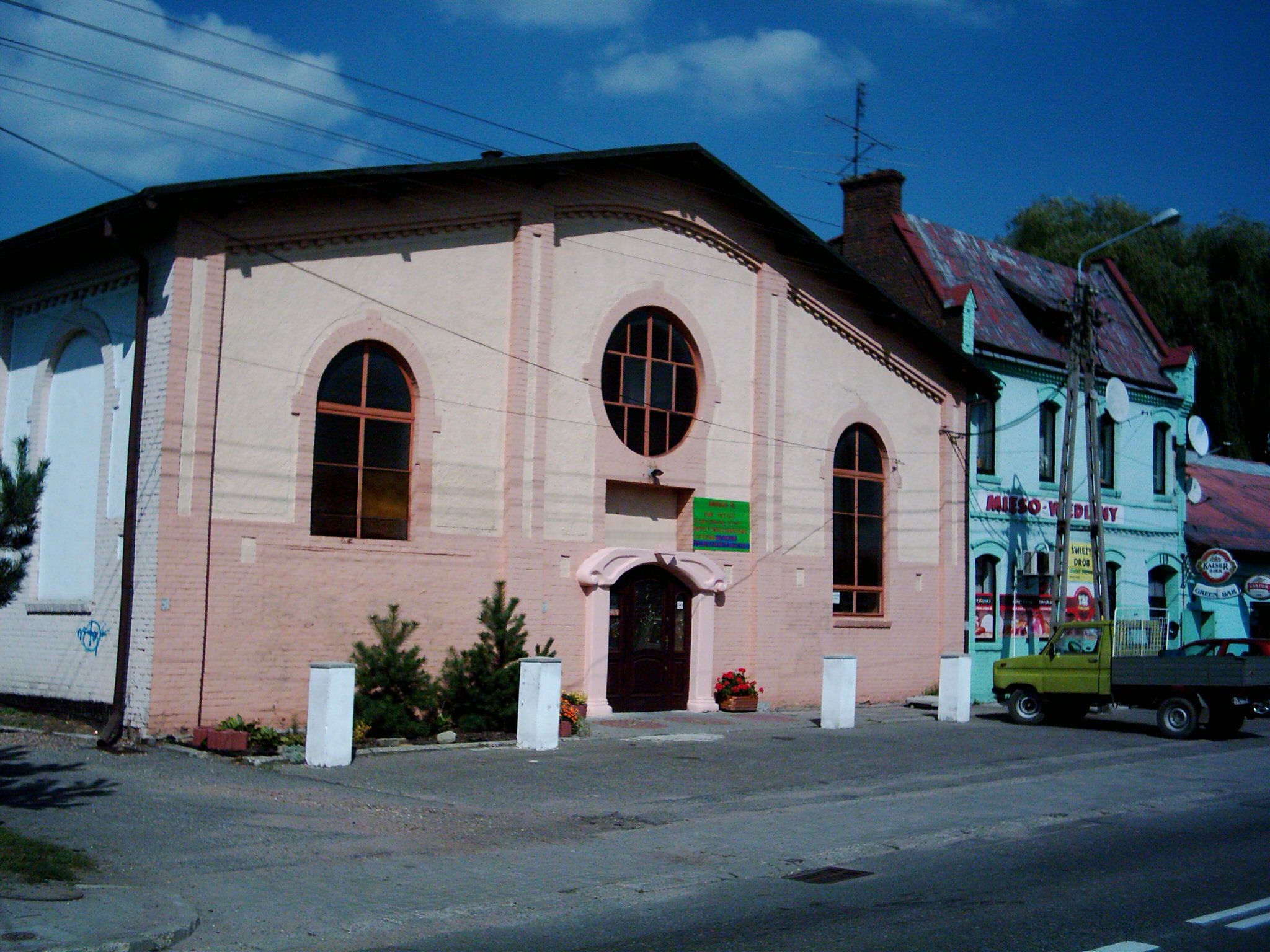
Nieistniejąca już zabytkowa Gospoda w Wodzisławiu Śl.-Radlinie II
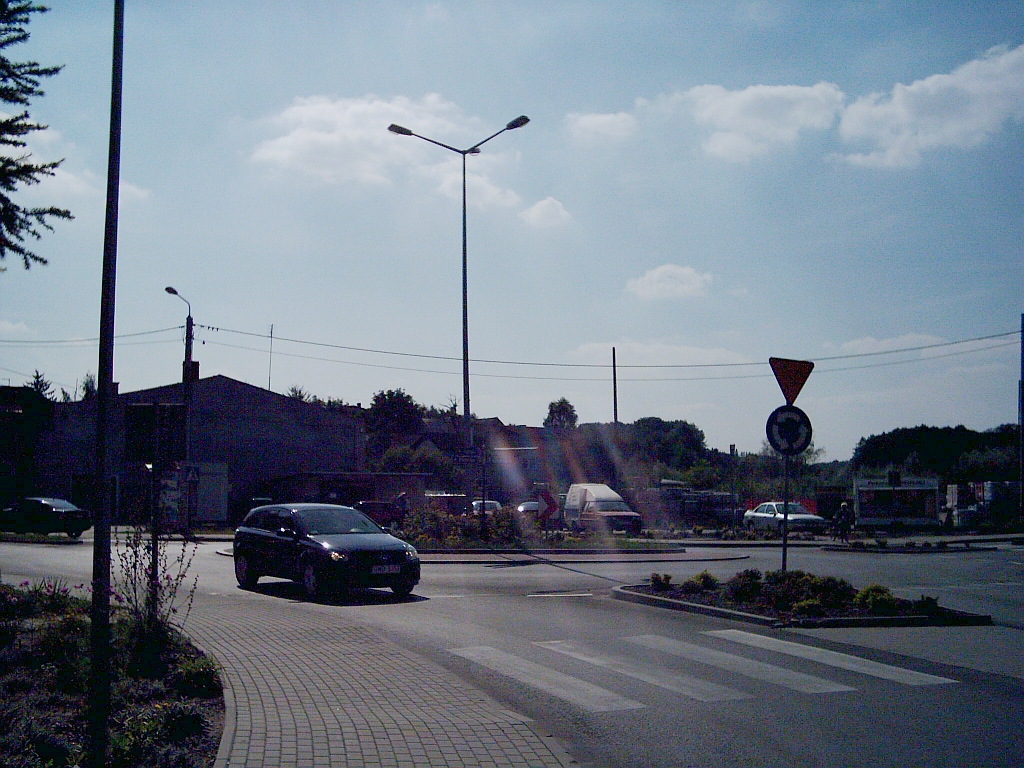
Rondo św. Floriana – Centrum Radlina II
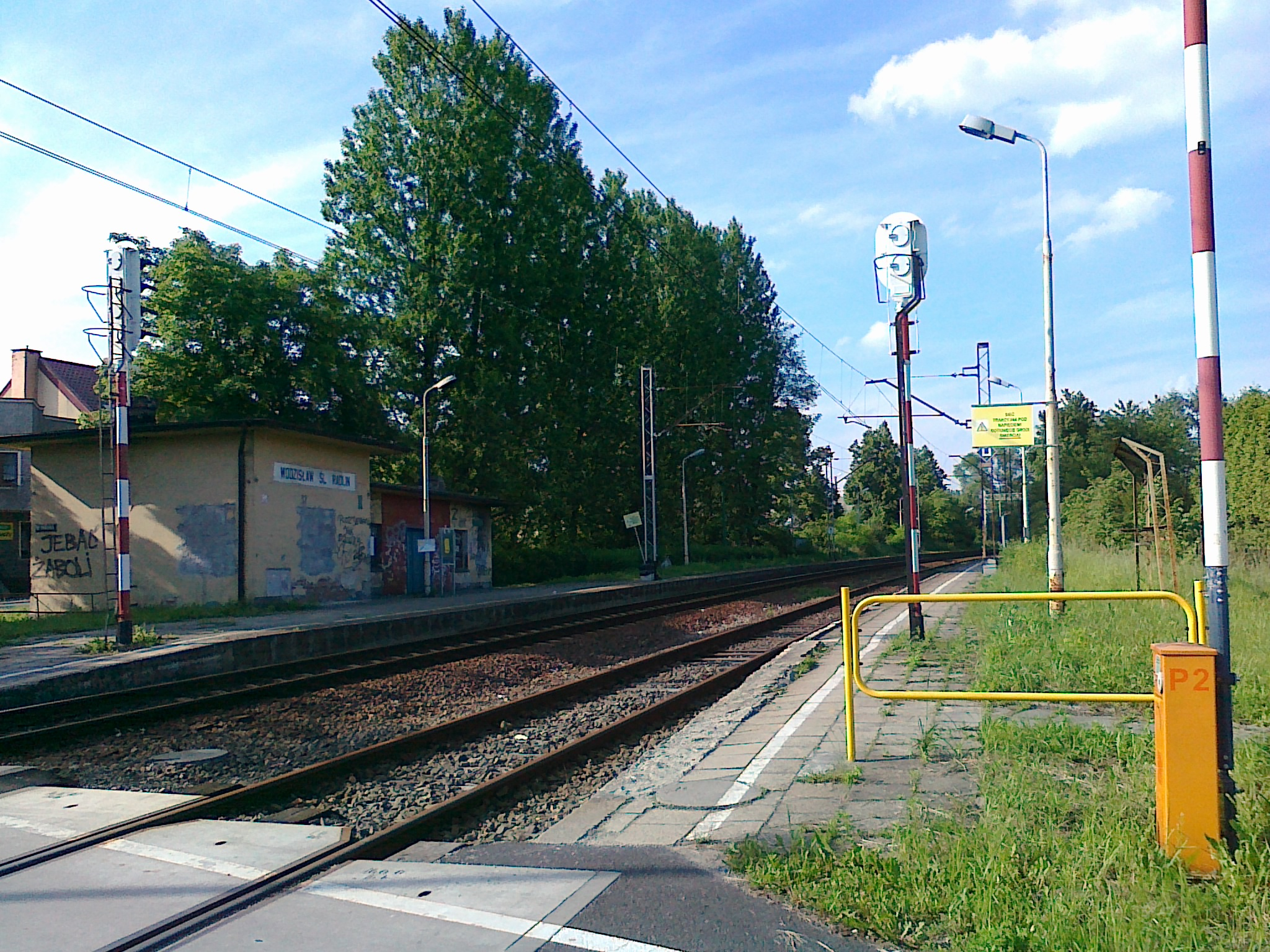
Przystanek kolejowy Wodzisław Śląski Radlin